# Fallomus
A Fallomus az emlősök (Mammalia) osztályának rágcsálók (Rodentia) rendjébe, ezen belül a Diatomyidae családjába tartozó fosszilis nem.

## Előfordulásuk
A Fallomus-fajok Ázsia területén éltek, az oligocén és miocén korok idején. Legfőbb lelőhelyeik Pakisztánban és Thaiföldön vannak.

## Rendszerezés
A nembe az alábbi 4 faj tartozik:
- †Fallomus ginsburgi
- †Fallomus ladakhensis
- †Fallomus quraishyi
- †Fallomus razae